# Guerra latina (Eneide)
La guerra latina, nella mitologia romana, è un conflitto combattuto tra i Troiani che si erano stabiliti nel Lazio dopo essere fuggiti da Troia, capitanati dall'eroe Enea,  e una coalizione di popolazioni italiche, guidate dal re rutulo Turno. Il conflitto è narrato per intero nei libri VII-XII dell’Eneide di Virgilio, occupandone quindi un’importante sezione, mentre viene menzionato anche in altre fonti minori che differiscono sostanzialmente fra di loro.
Nell’Eneide si narra che la guerra scoppiò in seguito all'uccisione di Almone, un giovane cortigiano del re Latino. Quest'ultimo aveva assegnato la propria figlia Lavinia in sposa ad Enea, dopo averla inizialmente promessa a Turno; ne nacque quindi una rissa tra italici e troiani, fomentata dalle divinità e in particolare da Giunone, che si convertì poi in un vero e proprio conflitto militare, con molte popolazioni in campo.
La guerra durò all'incirca un anno (sebbene l’Eneide non fornisca dettagli precisi in senso temporale) e terminò con il duello tra Enea e Turno e la totale vittoria dei Troiani, che si stabilirono permanentemente nel Lazio.
Se si prendono per buone le datazioni che collocano la guerra di Troia nel XIII secolo a.C. circa, la guerra latina si sarebbe svolta nel 1240 a.C. o più probabilmente tra il 1177 e il 1176 a.C., bisogna inoltre ricordare che il nome “guerra latina” è una pura formalità, tant'è vero che nell’Eneide la guerra non viene designata con un nome preciso.

## Fasi

### Cause della guerra
Gli episodi incentrati sulle cause della guerra sono narrati nel libro VII dell'Eneide.
Enea è un semidio e nobile Troiano, figlio di Anchise e della dea Venere (o Afrodite): dopo la distruzione della città ad opera degli achei fugge con una flotta di 20 navi insieme al vecchio padre, al figlio Ascanio e a un gran numero di profughi suoi concittadini e di guerrieri già alleati nei dieci anni della Guerra di Troia; a seguito di un lungo viaggio (che lo vede attraversare l’Egeo, Cartagine, la Sicilia, la Campania e addirittura l’Ade) egli arriva alla foce del Tevere, dove vivono i Latini, governati da Latino. La figlia di costui, Lavinia, era stata promessa a Turno, il giovane re dei vicini Rutuli, ma Latino, avendo poi ricevuto una profezia del dio Fauno che gli rivelava che dall'unione della ragazza con un condottiero straniero sarebbe nata una potentissima stirpe (i Romani), accoglie con benevolenza i troiani e decide di dare Lavinia in sposa a Enea e loro si accampano presso Laurentum, dove fondano Lavinio, corrispondente oggi a Pratica di Mare (Pomezia).
Giunone, divinità da sempre nemica dei Troiani, incarica la Furia Aletto di seminare discordia nel Lazio. La Furia si reca da Amata, moglie di Latino, e la convince ad opporsi al matrimonio tra Enea e Lavinia, facendola fuggire. Quindi provoca una rissa tra i Troiani e i Latini, a causa dell’uccisione di un cervo sacro ad opera di Ascanio; il giovane  Almone, valletto alla corte di Latino, viene raggiunto alla gola da una freccia e muore. Nonostante il parere contrario di Latino, i suoi sudditi e Turno dichiarano guerra ai troiani. In loro aiuto si forma una coalizione di popoli italici in cui figurano l'etrusco Mezenzio, ex tiranno della città-stato etrusca di Cere (Caere), la donna guerriera Camilla, il principe sabino Clauso, il giovane condottiero e serparo marso Umbrone, e diversi re a capo di città o di popoli.

### Enea a Pallanteo
Nel libro VIII del poema gli eserciti italici si radunano sulle sponde del fiume Tevere. Enea è visitato in sogno da Tiberino, il dio del Tevere, che oltre a predirgli un futuro glorioso (la fondazione di Alba Longa per mano del figlio) lo esorta a cercare un’alleanza con Evandro, un vecchio re proveniente dall’Arcadia, fondatore di una città sul colle Palatino. Enea viene accolto benevolmente dal re e dal figlio Pallante; Evandro accetta la proposta di alleanza, ma non potendo combattere a causa dell'età avanzata manda Pallante in sua vece. Enea poi raggiunge Tarconte, re di Tarquinia e capo supremo della Dodecapoli etrusca, già in lotta con Mezenzio, trovando quindi in lui e negli altri sovrani etruschi nuovi alleati, ai quali si aggiunge infine il giovane sovrano dei Liguri, Cupavone.

### Eurialo e Niso
All'inizio del libro IX Turno viene informato da Iride che Enea non è presente sul campo di battaglia e decide di sferrare un attacco a sorpresa contro i troiani, assediando il loro accampamento sul Tevere, ma costoro riescono a respingerlo e l'azione si conclude con un nulla di fatto. Turno è intenzionato a dare fuoco alle navi troiane, ma desiste quando le navi si trasformano in Ninfe Nereidi. Egli incarica allora giovani quattordici capi dell'esercito italico, ognuno dei quali guida un nutrito contingente di uomini, di accamparsi vicino alle mura della cittadella troiana per assediarla.
Intenzionati ad avvertire Enea dell’azione in corso, Eurialo e Niso, due giovani troiani, si infiltrano di notte nel campo dei nemici e approfittando del loro sonno decidono di uccidere alcuni di essi. Inizia Niso, che colpisce con la spada il re italico Ramnete (nonché intimo amico di Turno) e i suoi tre servi. Successivamente egli entra nella tenda dove si trova il condottiero rutulo Remo coi fedelissimi; qui massacra subito gli armigeri, poi taglia la testa al signore stesso e infine decapita anche il giovinetto Serrano, uno dei guerrieri ai suoi ordini. La furia omicida di Eurialo si abbatte invece su alcuni soldati di basso rango tra cui Reto, unico a essersi svegliato e che aveva cercato di fuggire. La coppia troiana lascia il campo ma è intercettata da un gruppo di cavalieri guidati da Volcente. Eurialo viene catturato e ucciso: per vendicarne la morte l’amico si lancia su Volcente e nel conseguente scontro periscono entrambi.
Avendo scoperto l'eccidio nell'accampamento italico, Turno, furioso, fa decollare i cadaveri di Eurialo e Niso, per poi sferrare l'attacco contro l’accampamento troiano. Nello scontro che ne segue muore Numano, cognato di Turno, per mano di Ascanio; questa sarà la prima azione bellica del figlio di Enea, ma anche l’unica in questa guerra, in quanto gli appare Febo (Apollo) che gli intima di non combattere più. Turno sfonda le mura troiane ed entra nell’accampamento mietendo quindi moltissime vittime, tra cui i giganteschi Pandaro e Bizia e l'eroico Linceo; viene però poi costretto a ritirarsi oltre il Tevere dopo essere stato quasi circondato.

### L'ira di Enea
Nel libro X dell'Eneide Enea ritorna alla foce del Tevere assieme all’esercito di alleati e rinfranca i troiani ancora sotto assedio. Protetto da un grande scudo fabbricato da Vulcano , egli uccide alcuni guerrieri latini: primo fra tutti il gigantesco Terone, poi i fratelli Cisseo e Gia, quindi il superbo Faro, a cui scaglia una lancia dritto nella bocca. Enea affronta successivamente una coppia di giovani guerrieri-amanti, Cidone e Clizio; quest'ultimo rimane ucciso mentre il primo verrà salvato dai sette figli del latino Forco, intervenuti per difenderlo. Nello scontro che ne segue, Enea uccide due dei fratelli, mentre un terzo ferisce Acate, lo scudiero di Enea, che si allontana quindi dalla mischia insieme al capo.
Anche Pallante si rende valoroso in battaglia massacrando vari nemici tra cui i giovani gemelli Laride e Timbro, ma viene poi sfidato in duello da Turno che lo uccide e lo spoglia delle sue armi. Enea va su tutte le furie e compie una carneficina in campo nemico; dopo aver abbattuto Umbrone, decapita Tarquito, giovane semidio etrusco nelle file di Mezenzio, e fa quindi rotolare da una collina testa e busto della vittima, che finiscono nelle acque del Tevere sotto gli occhi di alcuni italici, che fuggono terrorizzati. Enea li insegue e uccide Anteo, Luca e Camerte, il giovane re di Amyclae nonché figlio di Volcente; poi trucida Lucago e Ligeri, due fratelli che l’avevano sfidato col loro carro. L'assedio viene abbandonato e gli altri Troiani possono uscire in aiuto di Enea. 
Giunone, dopo aver ricevuto il permesso di Giove, nasconde Turno su una nave affinché Enea non possa ucciderlo. Mezenzio prende la guida dell’esercito italiaco e ordina un nuovo assalto, nel quale uno dei suoi uomini centra con una freccia Salio, un giovane acarnano unitosi ai troiani. Il tiranno uccide anche lui diversi nemici ma viene ferito da Enea, che poi stende morto suo figlio Lauso, il quale era accorso a difenderlo. Toccato dal nobile gesto del giovane, Enea fa restituirne il corpo a Mezenzio, che dopo essere stato curato sfida di nuovo il capo troiano a duello, dove viene rapidamente ucciso.

### La conclusione della guerra
Negli ultimi due libri del poema è narrato l'epilogo del conflitto. 
Enea, dopo aver celebrato il trionfo su Mezenzio, riporta il corpo di Pallante al padre per la celebrazione del rito funebre. Il re Latino propone una tregua per officiare i funerali dei caduti e si arriva quindi a una sospensione di 12 giorni in cui Turno cerca invano di allearsi con Arpi, città fondata da Diomede. Durante un concilio degli Italici, il capo rutulo respinge la proposta di Enea, dichiaratosi disposto a un accordo di pace, e al termine della tregua la guerra ricomincia.
La donna guerriera Camilla, regina dei Volsci, compie scorrerie in campo troiano, ma viene poi uccisa dal giovane arciere etrusco Arunte in un'imboscata; Arunte morirà subito dopo per mano della ninfa Opi, spedita da Diana per vendicare la morte di Camilla. Gli italici sono costretti a ritirarsi ed Enea conquista il loro accampamento e li disperde.
Turno viene informato della morte di Camilla da Acca e si dirige sul campo di battaglia, ma viene fermato da Giuturna, sua sorella, che coi suoi maneggi vanifica un nuovo tentativo di cessazione delle ostilità. Enea rimane ferito e poi curato dalla madre con dittamo; in sua assenza Acate e Gia organizzano la difesa.
Il capo troiano ritorna quindi a combattere. Enea e Turno finiscono per guidare i loro rispettivi eserciti e commettono stragi a vicenda. Il troiano uccide Sucrone, spezzandogli con la spada tutte le costole. Turno trucida i fratelli Amico e Diore, per poi decapitarne i cadaveri e appendere le teste al suo carro. Il giovane latino Murrano, suo intimo amico, viene colpito da un masso scagliato da Enea e morirà calpestato dai suoi stessi cavalli. 
In seguito gli eserciti si spostano sotto le mura di Laurento. Amata si suicida credendo che Turno sia morto, ma in realtà quest’ultimo ha accettato la proposta di Enea di duellare in una monomachia, che finisce per ricalcare lo scontro tra Achille ed Ettore: dopo un breve combattimento Turno viene ferito gravemente dalla lancia di Enea. Egli implora di essere lasciato in vita per evitare un dolore al suo anziano padre Dauno. Enea sta per accettare, ma avendo visto la cintura che Turno aveva sottratto a Pallante, si adira e lo uccide con la spada.

## Eventi successivi
L’Eneide si conclude, in modo molto brusco, con l’uccisione di Turno, indicando l’incompletezza dell’opera virgiliana, ma grazie ad altri autori è possibile ricostruire la linea degli eventi avvenuti dopo la fine della guerra.
Secondo Ovidio, dopo il duello con Turno Enea avrebbe devastato il regno dei Rutuli arrivando fino alla loro capitale Ardea, per poi riappacificarsi con gli Italici e sposarsi ufficialmente con Lavinia (o comunque legittimare il proprio matrimonio). Dopo un regno di 4 anni su Lavinio Enea sarebbe morto in una guerra contro gli Etruschi, che gli si sarebbero rivoltato, oppure in un nuovo conflitto contro gli Italici presso il Numico, ma le tradizioni differiscono. Secondo una versione avrebbe accolto Anna, sorella di Didone, nel suo regno, ma quest'ultima si sarebbe tolta la vita dopo aver scoperto della gelosia di Lavinia e venne deificata.
Dal matrimonio di Enea e Lavinia nacque Silvio; quando questi divenne adulto, Ascanio, geloso di lui, si spostò e fondò la città di Alba Longa, regnandovi fino alla morte. Gli succedette Silvio: da quest’ultimo discendono i Re latini e infine Romolo e Remo, fondatori di Roma, destinata a cambiare la storia. Esistono poi diverse tradizioni mitologiche sulla discendenza di Enea, spesso in contraddizione.

### Annotazioni
1. ↑  Non vi è concordanza su quando sarebbe avvenuta precisamente la guerra, visto che la sua datazione si basa su quella della guerra di Troia, anch'essa dubbia. Generalmente le ipotesi differiscono di qualche anno e non vanno oltre il XIII-XII secolo a.C.
2. ↑  Viaggio narrato rispettivamente nei libri I-VI dell'Eneide, che presenta similitudini con l'Odissea omerica.
3. ↑  In altre versioni Latino è il re degli Aborigeni (abitanti mitologici dell'Italia centrale).
4. ↑  Secondo altri autori Lavinio viene fondata dopo la fine della guerra.
5. ↑  Per altri parente di Latino che aveva disertato ed era diventata una guerriera dei Rutuli.
6. ↑   Viene così realizzata una profezia della Sibilla Cumana, secondo cui Enea sarebbe arrivato nel Lazio ma avrebbe dovuto scontrarsi con un nuovo Achille (Turno) venendo appoggiato da un alleato acheo (Evandro); vaticinio riportato nel libro VI del poema.
7. ↑  L'episodio presenta affinità al libro X dell'Iliade, dove Ulisse e Diomede compiono una strage notturna in campo nemico facendo strage di guerrieri Traci addormentati.
8. ↑   Chiaro il parallelismo con quello di Achille nel libro XVIII dell'Iliade .
9. ↑  Gli storici concordano che l'Eneide sia incompleta a causa della morte prematura del poeta.
10. ↑  Mentre generalmente la leggenda narra che Enea fu tramutato in divinità e sollevato sull'Olimpo dove divenne Giove Indige, esiste anche una presunta tomba di Enea (Heroon di Enea) a Pratica di Mare.

### Riferimenti
1. ↑   Quanto durano le vicende narrate nell'Eneide di Virgilio - Lingua e Letteratura Latina - Studocu, su www.studocu.com. URL consultato il 24 marzo 2025.
2. ↑   Tema - Guerra nell'Eneide, su Skuola.net - Portale per Studenti: Materiali, Appunti e Notizie. URL consultato il 24 marzo 2025.
3. ↑   Aeneid - Book 7, su sparknotes.com.
4. ↑   Aeneid - Book 10, su sparknotes.com.
5. ↑   Aeneid - Book 11, su sparknotes.com.
6. ↑   Aeneid - Book 12, su sparknotes.com.

### Fonti antiche
- Publio Virgilio Marone, Eneide (libri VII-XII)
- Publio Ovidio Nasone, Le Metamorfosi (libro XIII)
- Marco Porcio Catone, Origines (libro I)
- Dionigi di Alicarnasso, Antichità Romane (libro I)
- Tito Livio, Ab urbe condita libri (libri I-V)